# ヴァンゼル
ヴァンゼル(Vinzelles)は、フランス東部ブルゴーニュ＝フランシュ＝コンテ地域圏ソーヌ＝エ＝ロワール県中央部にある、人口750人ほどの小さな村（コミューン）である。

## 地理
マコンの南西に接している面積4km2 あまりの小さな村で、マコネー地区に属し、同じようなワインを生産しているプイィ・ロシェ地区とは、地続きになっている。